# Thomas Beeby
Thomas H. Beeby (* 1941) ist ein US-amerikanischer Architekt und Mitglied der sogenannten Chicago Seven, einer Gruppe von postmodernen Architekten der ersten Generation in Chicago. Er war außerdem Chairman von Hammond, Beeby, Rupert, Ainge Architects (HBRA) für über 39 Jahre. Er gilt als Vertreter des New Urbanism und des Neoklassizismus.

## Leben und Werk
Beeby studierte zunächst an der Cornell University, wo er seinen Bachelor in Architektur erwarb. Im Jahr 1965 schloss er sein Studium an der Yale University mit dem Master ab. Im Jahr 1971 gründete er zusammen mit James Hammond das Architektenbüro Hammond Beeby & Associates. Nebenbei bekleidete er wissenschaftliche Ämter am Illinois Institute of Technology, der University of Illinois und der Yale School of Architecture. 1991 wurde er zum Fellow des American Institute of Architects ernannt.
Als einer der Chicago Seven Architekten brachte Beeby traditionelles Stadtdesign und Architektur ins öffentliche Bewusstsein. Der mit dem Pulitzer-Preis ausgezeichnete Kritiker der Chicago Tribune, Blair Kamin, nannte den Einfluss der Gruppe den „Kritischen Geist, der den Chicago Seven half, den Kurs der Stadtarchitektur zu ändern.“
Sieben von Beebys Projekten wurden mit dem National Honor Award ausgezeichnet, der höchsten Auszeichnung des American Institute of Architects.

## Projekte
- Harold Washington Library Center, Chicago, Illinois
- United States Federal Building and Courthouse, Tuscaloosa, Alabama
- James Baker Institute, Rice University, Houston, Texas
- Daniel F. and Ada L. Rice Building, Art Institute of Chicago, Sculpture Court

## Auszeichnungen
Thomas Beeby wurde im Jahr 2013 mit dem Richard H. Driehaus Prize der University of Notre Dame ausgezeichnet. Das Preisgeld betrug 200.000 USD sowie eine Bronzeminiatur.